# Paratrichocladius osellai
Paratrichocladius osellai är en tvåvingeart som beskrevs av Rossaro 1990. Paratrichocladius osellai ingår i släktet Paratrichocladius och familjen fjädermyggor.
Artens utbredningsområde är Italien. Inga underarter finns listade i Catalogue of Life.